# Polypodium husnotii
Polypodium husnotii là một loài dương xỉ trong họ Polypodiaceae. Loài này được E.Fourn. & Maz mô tả khoa học đầu tiên..
Danh pháp khoa học của loài này chưa được làm sáng tỏ. 